# 蓝花荆芥
蓝花荆芥（学名：Nepeta coerulescens），为唇形科荆芥属下的一个植物种。